# Marsdenia castillonii
Marsdenia castillonii är en oleanderväxtart som beskrevs av Miguel Lillo. Marsdenia castillonii ingår i släktet Marsdenia och familjen oleanderväxter. Inga underarter finns listade i Catalogue of Life.